# Touffreville-la-Corbeline
Touffreville-la-Corbeline – miejscowość i gmina we Francji, w regionie Normandia, w departamencie Sekwana Nadmorska.
Według danych na rok 1990 gminę zamieszkiwało 789 osób, a gęstość zaludnienia wynosiła 63 osoby/km² (wśród 1421 gmin Górnej Normandii Touffreville-la-Corbeline plasuje się na 306. miejscu pod względem liczby ludności, natomiast pod względem powierzchni na miejscu 224.).